# قصر عبد الهادي

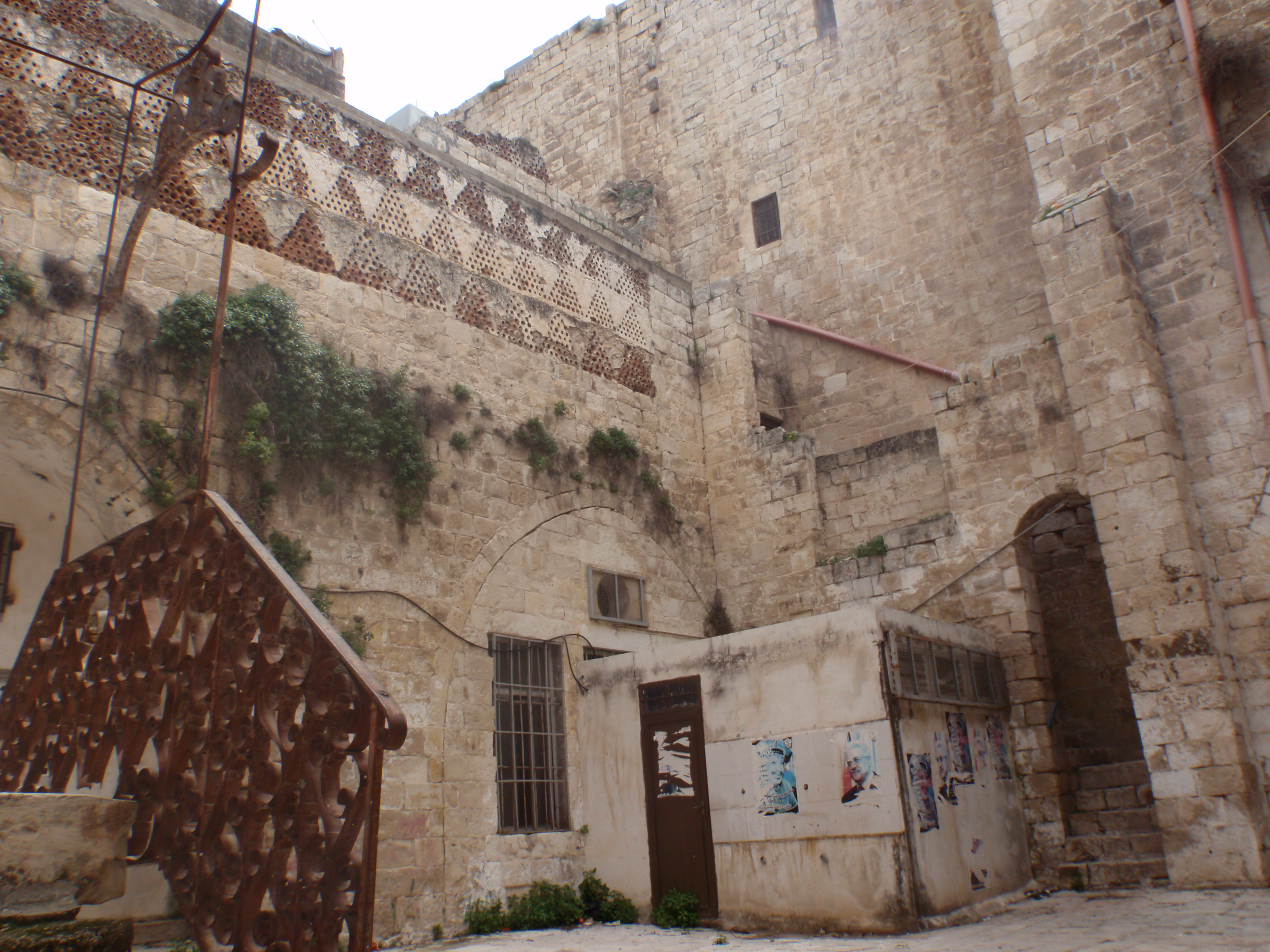
الساحة الداخلية للقصر، 2011

قصر عبد الهادي هو أكبر قصر يقع في حارة القريون في مدينة نابلس، ويُعد أحد المعالم التاريخية والمعمارية البارزة في المدينة. تم بناء القصر في القرن التاسع عشر ليكون مقرًا لعائلة عبد الهادي، وهي إحدى العائلات الثرية والمرموقة في نابلس.

## وصفه
يتألف قصر عبد الهادي من ثلاثة طوابق ويتميز بتصميمه المعماري الفريد الذي يعكس الطراز المعماري التقليدي في المنطقة. يضم القصر العديد من العناصر المعمارية اللافتة، مثل الأقواس والسلالم المتعرجة والساحات المخفية التي تضفي عليه طابعًا خاصًا من الجمال والروعة. كما يضم القصر حدائق وشرفات واسعة تضيف إلى فخامته وتجعله واحدًا من أجمل القصور في نابلس. تم بناء القصر من الحجر الجيري، الذي يُعد مادة بناء تقليدية في المنطقة. في عام 2002، تعرض قصر عبد الهادي لأضرار جسيمة جراء الانفجارات خلال اجتياح الجيش الإسرائيلي لمدينة نابلس. تسببت هذه الأحداث في تضرر أجزاء من القصر، ما أثر على بنيته وتاريخه. رغم الأضرار، فإن القصر لا يزال قائمًا، ويعبر عن صمود التراث الفلسطيني.

## الأهمية التاريخية والثقافية
يعكس قصر عبد الهادي تاريخ نابلس وتراثها الثقافي، ويعد رمزًا لفترة من الفترات الهامة في تاريخ المدينة. كما أنه يجسد فن العمارة التقليدي في المنطقة ويعكس الحياة الاجتماعية والثقافية لعائلات نابلس الثرية في القرن التاسع عشر.